# Blanca Arena
Blanca Arena est une ville de l'Uruguay située dans le département de Colonia. Sa population est de 44 habitants.

## Population
| Année | Population |
| ----- | ---------- |
| 1963  | 15         |
| 1975  | 9          |
| 1985  | 18         |
| 1996  | 51         |
| 2004  | 44         |

Référence,: